# Domenico Vicini
Domenico Vicini (Sinh ngày 1 Tháng chín 1971) là một vận động viên quần vợt từ San Marino. Được biết đến với kỷ lục ra sân nhiều nhất cùng đội tuyển quốc gia của mình tại Davis Cup. Anh từng nhận giải thưởng Giải thưởng cam kết của Liên đoàn Quần vợt Quốc tế năm 2012.

## Sự nghiệp
Ngoài Davis Cup, Vicini còn đại diện cho tuyển San Marino tham dự Đại hội thể thao các nước nhỏ ở châu Âu. Ở đó, Vicini đã dành được 3 huy chương bạc và 4 huy chương đồng, 6 trong tổng số huy chương thuộc về hạng mục đồng đội nam cùng với Christian Rosti (1997,2003), Gabriel Francini (1999) và Stefano Galvani (2007,2009,2011).
Vicini từng là vận động viên nam đầu tiên của San Marino có mặt trong bảng xếp hạng của Hiệp hội Quần vợt Chuyên nghiệp với xếp hạng 652 đồng đội nam năm 2008.
Hiện nay, Vicini chơi ở các giải dành cho người lớn tuổi.